# Tuy, Thương Khâu
Tuy (chữ Hán giản thể: 睢县, Hán Việt: Tuy huyện) là một huyện thuộc địa cấp thị Thương Khâu, tỉnh Hà Nam, Cộng hòa Nhân dân Trung Hoa. Huyện này có diện tích 920 km2, dân số năm 2002 là 790.000 người, huyện lỵ là trấn Thành Quan.
Huyện Tuy được chia ra thành các đơn vị hành chính gồm 8 trấn, 12 hương. 
- Trấn: trấn dân tộc Hồi Thành Quan, Bình Cương, Trường Cương, Hồ Trang, Tây Lăng Tự, Chu Đường, Liêu Đề và Thưởng Truân.
- Hương: Thành Giao, Khuông Thành, Hậu Đài, Hà Tập, Bạch Lâu, Hà Đề, Bạch Miếu, Hồ Đường, Vưu Cát Truân, Đổng Điếm, 涧 Cương và Tôn Tụ Trại.